# Pristimantis bipunctatus
Pristimantis bipunctatus es una especie de anfibio anuro de la familia Craugastoridae.

## Distribución
Esta especie es endémica de Perú. Habita en las regiones de Pasco, Junín y Ucayali entre los 230 y 2320 m de altitud.

## Publicación original
- Duellman & Hedges, 2005 : Eleutherodactyline frogs (Anura: Leptodactylidae) from the Cordillera Yanachaga in central Peru. Copeia, vol. 2005, n.º 3, p. 526-538.[5]